# La ideología alemana
La ideología alemana (en alemán: Die deutsche Ideologie) es una obra escrita por Karl Marx y Friedrich Engels en Bruselas entre 1845 y 1846, pero no se publicó hasta 1932 por David Riazanov a través del Instituto Marx-Engels-Lenin en Moscú, durante la Unión Soviética. En este texto se encuentran muchas de las tesis principales del materialismo histórico por primera vez en el pensamiento marxista.

## Origen de la obra y primeras ediciones

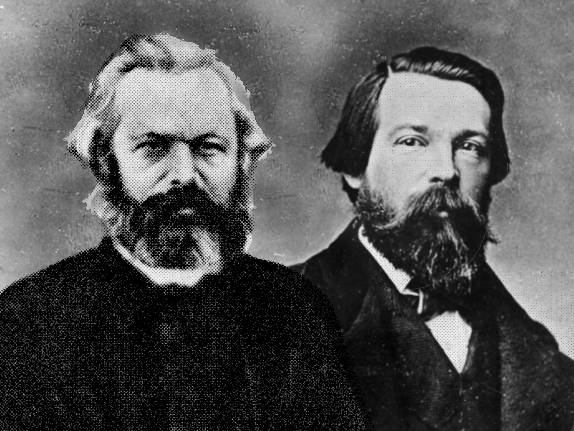
Karl Marx y Friedrich Engels.

Este trabajo surge tras ser expulsado Marx de París, bajo la acusación de escribir artículos revolucionarios en el periódico radical, Vorwärts! (prensa de oposición, que teje vínculos con numerosos exiliados, fundada por H. Börnstein, y dirigida desde 1844 por C. Bernays; no confundir con el Vörwarts del SPD, más tardío). Tiempo después llega también Engels a Bruselas y luego viajan juntos a Inglaterra a estudiar a los economistas de dicho país. A la vuelta de dicho viaje escriben La ideología alemana.
Marx se refirió a la obra más de diez años después de su redacción de esta manera:

"Federico Engels (...) había llegado por distinto camino al mismo resultado que yo. Y cuando, en la primavera de 1845, se estableció también en Bruselas, acordamos contrastar conjuntamente nuestro punto de vista con el ideológico de la filosofía alemana; en realidad, liquidar con nuestra conciencia filosófica anterior. El propósito fue realizado bajo la forma de una crítica a la filosofía posthegeliana. El manuscrito de dos gruesos volúmenes en octavo llevaba ya un mar de tiempo en Westfalia, en el sitio en que había de editarse cuando nos enteramos de que nuevas circunstancias imprevistas impedían su publicación. En vista de esto entregamos el manuscrito a la crítica roedora de los ratones, muy de buen agrado pues nuestro objetivo principal: esclarecer nuestras propias ideas, estaba ya logrado".
Marx, K; Prólogo a la Contribución a la Crítica de la Economía Política, 1859, 

El libro nunca fue publicado en vida de los autores. Tras dos ediciones incompletas en 1902 y 1926, La obra fue publicada íntegramente por primera vez en 1932, por el Instituto Marx-Engels de la URSS, bajo dirección de David Riazanov. Constaba de dos tomos, el primero contenía la crítica de la filosofía posthegeliana, y el segundo, la crítica del «socialismo verdadero». Cuando fue publicado, Lenin ya había muerto, Rosa Luxemburgo había sido asesinada y Antonio Gramsci se encontraba en la cárcel, con lo cual algunos de los teóricos más destacados del marxismo nunca tuvieron la oportunidad de conocer las ideas del libro.

## Temas tratados
La reflexión y crítica filosófica, el análisis histórico y económico se dan la mano en esta obra.
Como se indica en el título de cada capítulo, se critica a los filósofos Ludwig Feuerbach, Bruno Bauer y Max Stirner, parte del grupo de filósofos conocidos como los jóvenes hegelianos.
Se desarrolla la temática de la enajenación o alienación, se presenta la descripción de las formas de la propiedad a lo largo de la  historia: tribal, comunal y feudal. Se analizan algunas formas del modo de producción capitalista como el trabajo asalariado y se describen las formas que toma la ideología o conciencia social dominante de acuerdo a la base económica vigente.
Marx describe el paso revolucionario hacia el comunismo de esta forma: 

Resumiendo, obtenemos de la concepción de la historia que dejamos expuesta los siguientes resultados: 1) En el desarrollo de las fuerzas productivas se llega a una fase en la que surgen fuerzas productivas y medios de intercambio que, bajo las relaciones existentes, sólo pueden ser fuente de males, que no son ya tales fuerzas productivas sino más bien fuerzas destructivas (maquinaria y dinero); y, a la vez, surge una clase condenada a soportar todos los inconvenientes de la sociedad sin gozar de sus ventajas, que se ve expulsada de la sociedad y obligada a colocarse en la más resuelta contradicción con todas las demás clases; una clase que forma la mayoría de todos los miembros de la sociedad y de la que nace la conciencia de que es necesaria una revolución radical, la conciencia comunista, conciencia que, naturalmente, puede llegar a formarse también entre las otras clases, al contemplar la posición en que se halla colocada ésta; 2) que las condiciones en que pueden emplearse determinadas fuerzas productivas son las condiciones de la dominación de una determinada clase de la sociedad, cuyo poder social, emanado de su riqueza, encuentra su expresión idealista-práctica en la forma de Estado imperante en cada caso, razón por la cual toda lucha revolucionaria va necesariamente dirigida contra una clase, la que ha dominado hasta ahora; 3) que todas las anteriores revoluciones dejaban intacto el modo de actividad y sólo trataban de lograr otra distribución de ésta, una nueva distribución del trabajo entre otras personas, al paso que la revolución comunista va dirigida contra el carácter anterior de actividad, elimina el trabajo [asalariado] y suprime la dominación de todas las clases, al acabar con las clases mismas, ya que esta revolución es llevada a cabo por la clase a la que la sociedad no considera como tal, no reconoce como clase y que expresa ya de por sí la disolución de todas las clases, nacionalidades, etc., dentro de la actual sociedad, y 4) que, tanto para engendrar en masa esta conciencia comunista como para llevar adelante la cosa misma, es necesaria una transformación en masa de los hombres, que sólo podrá conseguirse mediante un movimiento práctico, mediante una revolución; y que, por consiguiente, la revolución no sólo es necesaria porque la clase dominante no puede ser derrocada de otro modo, sino también porque únicamente por medio de una revolución logrará la clase que derriba salir del cieno en que se hunde y volverse capaz de fundar la sociedad sobre nuevas bases.

## Ediciones en español
El libro fue reeditado en el año 1968 por la Editorial Pueblos Unidos de Uruguay con Grijalbo de Barcelona; la traducción es de Wenceslao Roces. Está reeditada en Akal (Madrid, 2014 y reimpresiones). En Internet existen varias publicaciones de La ideología alemana, sin embargo la casi totalidad de las versiones corresponden solo al capítulo 1, a pesar de que se lo intenta mostrar como si fuera todo el texto. El texto completo, que tiene algo más de 700 páginas, fue editado por las “librerías del sur” de la república Bolivariana de Venezuela.